# Бугур
Уезд Бугур (уйг. بۈگۈر ناھىيىسى‎, Bügür Nahiyisi) или уезд Луньтай (кит. упр. 轮台县, пиньинь Lúntái xiàn) — уезд Баян-Гол-Монгольского автономного округа Синьцзян-Уйгурского автономного района Китая.

## История
Уже в древние времена здесь существовало государство Луньтай, уничтоженное Ли Гуанли в 102 году до н. э.. Позднее здесь было образовано наместничество Улэй (烏壘). Население было небольшое: 110 домохозяйств, 1200 человек, 300 воинов. Здесь расположилась ставка наместника (都護) Западного Края.
Уезд был образован в 1902 году. 2 апреля 1950 года был создан Специальный район Яньци (焉耆专区), и уезд вошёл в его состав. 23 июня 1954 года Специальный район Яньци был расформирован, и уезд вошёл в состав Специального района Корла (库尔勒专区). В декабре 1960 года Специальный район Корла был расформирован, и уезд вошёл в состав Баян-Гол-Монгольского автономного округа.

## Административное деление
Уезд Бугур делится на 4 посёлка и 7 волостей.